# 純情可憐乙女模様
「純情可憐乙女模様」（じゅんじょうかれんおとめもよう）は、1995年2月8日に発売された内田有紀の1st.オリジナル・アルバム。

## チャート成績
デビュー・アルバムながらオリコンチャート初登場1位を獲得。
「TENCAを取ろう! -内田の野望-」に続いて、シングル・アルバム共にデビュー作のオリコン初登場1位を記録した。

## リリース
近年では音楽配信サービスで入手可能。

## 収録曲
| #         | タイトル                                                   | 作詞               | 作曲       | 編曲                         | 時間  |
| --------- | ---------------------------------------------------------- | ------------------ | ---------- | ---------------------------- | ----- |
| 1.        | 「NEVER ENDING PARTY〜ヨロシク バージョン〜」              | -                  | 坂下正俊   | 大竹徹夫、坂下正俊、武部聡志 | 0:58  |
| 2.        | 「だから恋ってやめられない!」                              | 工藤哲雄           | M Rie      | 松本晃彦                     | 4:17  |
| 3.        | 「Glowing days」                                           | 椎名可憐           | 土橋安騎夫 | 土橋安騎夫                   | 4:00  |
| 4.        | 「パパはあなたがキライみたい」(コーラスアレンジ: 種ともこ) | 種ともこ           | 種ともこ   | 亀田誠治                     | 4:37  |
| 5.        | 「純情可憐乙女模様」                                       | 許瑛子             | 熊谷幸子   | 亀田誠治                     | 4:17  |
| 6.        | 「北風と太陽」                                             | 椎名可憐           | 楠瀬誠志郎 | 武部聡志                     | 4:21  |
| 7.        | 「恋愛セラピスト」                                         | 泉麻人             | 筒美京平   | 藤井丈司、佐橋佳幸           | 3:50  |
| 8.        | 「哀しいほど片想い」                                       | 高見沢俊彦         | 高見沢俊彦 | 武部聡志                     | 4:49  |
| 9.        | 「ハートブレイク・カレー」(コーラスアレンジ: 坂下正俊)     | 田久保真見         | 坂下正俊   | 是永巧一                     | 4:21  |
| 10.       | 「TENCAを取ろう! -内田の野望-」                            | 広瀬香美、川咲そら | 筒美京平   | 松本晃彦                     | 4:07  |
| 11.       | 「お世話になりました」                                     | 種ともこ           | 宮島律子   | 亀田誠治                     | 4:17  |
| 12.       | 「NEVER ENDING PARTY〜アリガトウ バージョン〜」            | 工藤哲雄           | 坂下正俊   | 大竹徹夫、坂下正俊、武部聡志 | 1:34  |
| 合計時間: | 合計時間:                                                  | 合計時間:          | 合計時間:  | 合計時間:                    | 45:28 |